# أشرف الضباعين
أشرف عبد الله الضباعين (12 أغسطس 1973-)  كاتب وروائي ومفكر أردني.

## حياته
ولد في مادبا الأردن . حاصل على شهادة بكالوريوس إدارة أعمال ويعمل في دائرة الآثار العامة الأردنية بوظيفة مدير وحدة الرقابة الداخلية، وسبق أن عمل في هذه الدائرة كمدير للعلاقات العامة والإعلام ومديرًا للديوان ومديرًا لتخطيط المواقع الأثرية، وشغل مناصب إدارية مختلفة في القطاعين العام والخاص. وهو الرئيس والمشرف العام لمبادرة نشر للثقافة والعلوم، ونائب رئيس مبادرة آثارنا رمز انتمائنا ونائب رئيس الموسم الثقافي للدائرة. وهو كاتب غير متفرغ في العديد من المواقع الإلكترونية والصحف والمجلات في قضايا سياسية وأدبية وثقافية وعضو هيئات ثقافية واجتماعية متعددة ومدير هيئة التحرير لمجلة آثارنا العلمية والإخبارية والتوعوية الصادرة عن دائرة الآثار العامة وعضو هيئة تحرير لمجلات ونشرات ذات صبغة ثقافية وعلمية وأدبية. عمل مُدرسًا ومحاضرًا غير متفرغ لمادة السياحة الدينية في عدة كليات.

## مؤلفات
صدرت له الكتب والمؤلفات التالية:
1- إدارة المواقع الأثرية وتسويقها سياحياً (كتاب أكاديمي)، مكتبة الراتب العلمية، عمان، 2003.
2- مواقع التراث الثقافي – إدارة وسياحة وتسويق (كتاب أكاديمي)، وزارة الثقافة الأردنية، عمان، 2012.
3- ليتني- يوميات عاشق غريب (نصوص نثرية)، 2014 .
4- خوف خلف الأقنعة (مجموعة قصصية ونصوص)، 2015 .
5- الوهم (رواية)، دار الخليج للطباعة والنشر، عمان، 2017 .
6- ناجون من الحب (رواية)، دار الخليج للطباعة والنشر والتوزيع، عمان، 2020 .
7- إدارة الآثار والتراث وفقًا للمعايير العالمية ( كتاب أكاديمي)، دار ورد للنشر والتوزيع، عمان، 2020.
8- صحراء فاضلة (رواية)، دار دنداشي ودار جفرا للنشر، عمان ومونتريال، 2022.
9- السردية التاريخية الأردنية - السردية الدينية (كتاب أكاديمي)، منشورات أشرف الضباعين، عمان ، 2024. 